# مجمع بن جارية
مجمع بن جارية صحابي من الأنصار ومن حفظة القرآن. كان والده جارية من المنافقين ومن أصحاب مسجد الضرار.

## سيرته
مجمع بن جارية بن عامر بن مجمع بن العطاف بن ضبيعة بن زيد بن مالك بن عوف بن عمرو بن عوف بن مالك بن الأوس الأنصاري الأوسي، في أهل المدينة، وكان أبوه ممن اتخذ مسجد الضرار. وكان مجمع غلامًا حدثًا، قد جمع القرآن على عهد النبي وكان أبوه من المنافقين ومن أصحاب مسجد الضرار، وكان مجمع يصلي بهم في مسجد الضرار، ثم إن النبي حرق مسجد الضرار، فلما كان في خلافة عمر بن الخطاب، كلم عمر في مجمع ليصلي بقومه، فقال: لا، أوليس كان إمام المنافقين في مسجد الضرار؟ فقال: والله الذي لا إله إلا هو، ما علمت بشيء من أمرهم، فتركه عمر يصلي.
وقال علاء الدين مغلطاي: وذكر بعضهم أن ‌جارية ‌بن ‌مجمع ‌بن ‌جارية لحق النبي صلى الله عليه وسلم وجمع القرآن.
روى الطبراني، عن مطين، عن إبراهيم بن محمد بن عثمان الحضرمي، عن محمد بن فضيل، عن زكريا بن أبي زائدة، عن الشعبي قال: جمع القرآن على عهد رسول الله صلى الله عليه وسلم ستة من الأنصار: زيد بن ثابت، وأبو زيد، ومعاذ بن جبل، وأبو الدرداء، وسعد بن عبادة، وأبي بن كعب، وكان جارية بن مجمع بن جارية قد قرأه إلا سورة أو سورتين
وكان والده جارية بن عامر والد المجمع فيمن اتخذ مسجد الضرار، وكان المجمع يصلي لهم فيه، وهذا يقوي قول من يقول: إن المجمع كان الحافظ للقرآن. وقيل أن جارية كان من أصحاب مسجد الضرار.
روى عن النبي، وروى عنه ابن أخيه: عبد الرحمن بن يزيد بن جارية، ويعقوب بن مجمع، وعكرمة بن سلمة.